# John Belchier
John Belchier (1706 — 6 de fevereiro de 1785) foi um cirurgião britânico.
Foi cirurgião no Guy's Hospital, de 1736 a 1768.
Recebeu a Medalha Copley de 1737, "por seu experimento mostrando as propriedades de uma dieta de raízes de garança no tingimento de ossos de animais vivos com uma coloração vermelha".
Foi eleito membro da Royal Society em 1732.